# El arte de volar
El arte de volar es una novela gráfica del guionista Antonio Altarriba y el dibujante Kim publicada por primera vez en 2009 en la que narran la vida del padre del primero de ellos, Antonio Altarriba Lope (1910-2001). 

## Creación y trayectoria editorial
En 2001, Antonio Altarriba sufrió la muerte de su padre, indignándose además porque la Residencia en la que había pasado sus últimos años le exigió el pago de 34€ en concepto de deuda por los cuatro días que iban del 1 al 4 de mayo, fecha de su suicidio. Se enfrascó entonces en un proceso legal contra la Comunidad Autónoma de La Rioja.
Cuatro años después y habiendo rechazado la idea de escribir una novela, aceptó la propuesta del editor de Edicions de Ponent, Paco Camarasa Pina, de reflejar esos sentimientos de duelo e indignación en el guion de una historieta. Recurrió para elaborarlo a las 250 cuartillas donde su padre había transcrito sus recuerdos y su día a día con el objetivo de paliar la depresión de sus últimos años. Las primeras páginas del guion se las ofreció a Kim, cuando éste presentaba un libro en Barcelona. Ambos se habían conocido en un festival que se organizaba en Vitoria.
Kim empezó a dibujar "El arte de volar" en 2006, alternándolo con su trabajo en El Jueves. Para documentarse, recurrió a libros de fotografías sobre la época, entre ellos uno de Robert Capa y los de sus propias familias, además de comprarse su primer ordenador para consultar las bases de datos de Internet.
Tres años después, un 14 de mayo, Edicions de Ponent lanzó una primera edición en formato de lujo, en tirada numerada del 1 al 1000, al precio de 34 €; a la que el 30 de junio seguiría una versión en rústica con solapas en B/N y de 23,8 x 16,6 cm, a un precio sensiblemente inferior de 22 €. Como recordaba Felipe Hernández Cava, la historieta apareció 

en plena efervescencia de ese oximoron que han dado en llamar memoria histórica, como si la memoria y la historia no fuesen contradictorias en su arquitectura y su filosofía, y en medio también del auge de las historietas autobiográficas, prácticamente convertidas en un subgénero.

En 2010, tras haber obtenido algunos de los premios más importantes de España, la obra fue adquirida por la editorial francesa Denöel, estando prevista su salida a la venta en el país galo el primer semestre de 2011 con una tirada de 7.000 ejemplares.

## Argumento

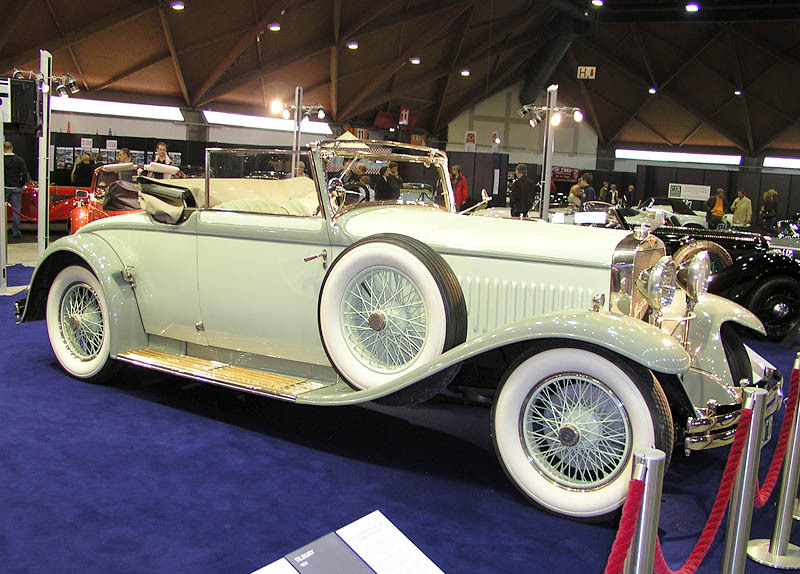
Hispano-Suiza T49 (España) de 1924

El libro se inicia con el suicidio de Antonio Altarriba Lope, que se arrojó al vacío el 4 de mayo de 2001 desde la cuarta planta de la residencia geriátrica de Lardero (La Rioja) en la que residía. Continúa luego con la narración de su vida, la cual se estructura en cuatro capítulos:

### 3.ª Planta 1910-1930 El coche de madera
Antonio Altarriba Lope nació en Peñaflor de Gállego (provincia de Zaragoza), pero ni la vida en el pueblo ni las labores del campo le interesan. Con 15 años se escapa a la ciudad, pero a los tres meses tiene que volver a Peñaflor por su imposibilidad para ganarse la vida como mozo de carga. En el pueblo vive su primer amor con una vecina y su primo les enseña los rudimentos escolares, pero con su amigo Basilio fantasea con la idea de poseer un automóvil. Cuando Basilio muere en un accidente conduciendo el vehículo que había robado al señorito del lugar, se marcha otra vez a Zaragoza.

### 2.ª Planta 1931-1949 Las alpargatas deDurruti

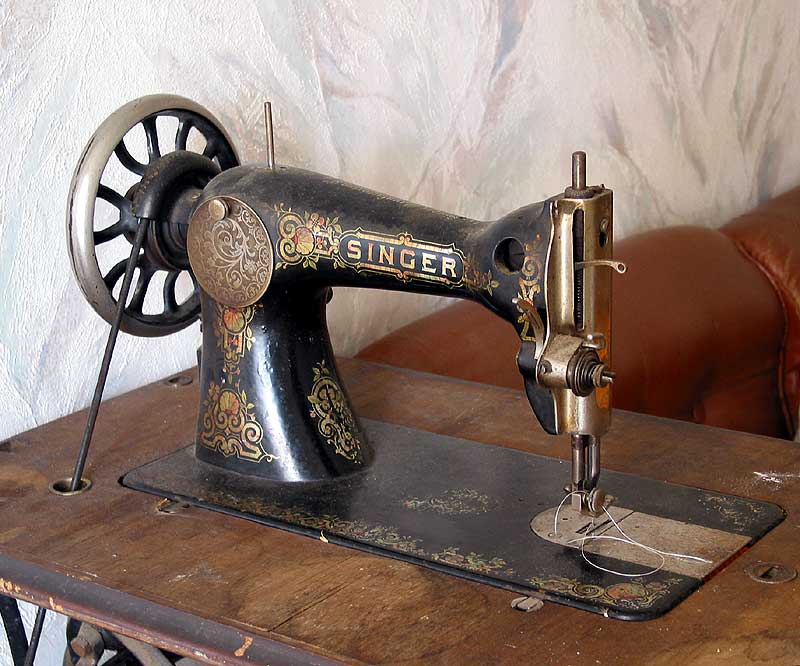
Máquina de coser marca Singer.

En la ciudad, encuentra alojamiento en la pensión de Carlota, pero no trabajo, aunque el mismo 14 de abril en que se proclama la República, había obtenido el permiso de conducir. Tras realizar el servicio militar, encuentra finalmente un trabajo estable como vendedor de máquinas de coser.

Mapa de Aragón, 1936.

Descontento con el triunfo del levantamiento militar en la ciudad al inicio de la guerra civil española, decide desertar en cuanto sea movilizado, así que visita por última vez Peñaflor para despedirse. El 29 de noviembre marcha al frente, y pronto se pasa al otro lado, integrándose en la Centuria Francia, una Milicia confederal de la CNT compuesta por españoles procedentes de Francia. Con tres de ellos (Mariano, Pablo y Vicente) forja una "Alianza de plomo". Desempeña labores de conductor, primero para el reparto de cartas y luego para el transporte de soldados, durante batallas como la de Belchite, Teruel y finalmente la del Ebro, donde muere Vicente. Finalmente, pasa la frontera con otros miles de refugiados en dirección a Francia.
En el país vecino son recluidos en el campo de concentración de Saint-Cyprien hasta que, pasados 9 meses, Antonio es destinado a trabajos forzados como leñador en Gujan-Mestras, donde conoce al intelectual Amadeo Martínez García. Ambos se fugan juntos y marchan primero a Burdeos y luego a Marsella con la esperanza de conseguir papeles de alguno de los conocidos de Martínez, pero son arrestados y conducidos al campo de Agda. 
En unos días se le traslada a una granja cerca de Guéret, la de la familia Boyer, que le acoge cariñosamente en su seno. Conoce entonces a una joven y la felicidad por primera vez, pero la gendarmería francesa recibe las órdenes de detener a todos los españoles, y es conducido a una prisión de Limoges a la espera de ser deportado a Alemania para trabajar en sus campos. Oportunamente, los bombardeos de la aviación estadounidense permiten que escape, y regresa a la granja de los Boyer, donde se une a la Resistencia con el joven hijo de estos. También se reencuentra con Pablo, su antiguo compañero de milicia, y terminada la guerra, vuelven los dos a Marsella, dedicándose al mercado negro del carbón. 

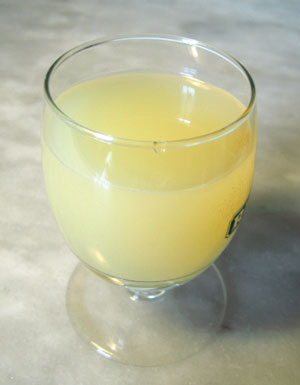
Copa de pastis

Tras conocer la muerte de su madre por una carta de su prima Elvira, abandona un negocio que consideraba sucio y visita en Montpellier a Mariano, el último de sus amigos excombatientes, que le informa de que la CNT ha admitido su derrota. Antonio opta entonces por aceptar la oferta laboral de su prima y volver a Zaragoza.

### 1.ª Planta 1949-1985 Galletas amargas
Otra vez en la pensión regentada por Carlota, con cuya sobrina se casa, trabaja como chofer de Doroteo, marido de su prima Elvira, un falangista crápula enriquecido con el estraperlo. Pronto tiene un hijo con su mujer Petra, y Antonio sella una segunda alianza, la de sangre, comprometiéndose a garantizar el futuro del recién nacido a toda costa. Conspira así con su prima y otros tres empleados para arruinar a Doroteo, y recibe una parte de su maquinaria en compensación. Gracias a ello, puede montar su propia empresa de galletas con sus socios, aunque es traicionado a su vez por uno de ellos y quedan en la bancarrota. Cuando su hijo se marcha de casa, la relación con su mujer se deteriora y se separan.

### Suelo 1985-2001 La madriguera del topo
Ya en una residencia de ancianos en Lardero, entabla nuevas amistades, pero cuando éstas mueren, lo mismo que Mariano o Petra, empieza a angustiarle el sentimiento de haber malgastado su vida. Tras un fallido intento de suicidio, es ingresado en un centro psiquiátrico. De vuelta en la residencia y cesada la medicación, lo vuelve a intentar.

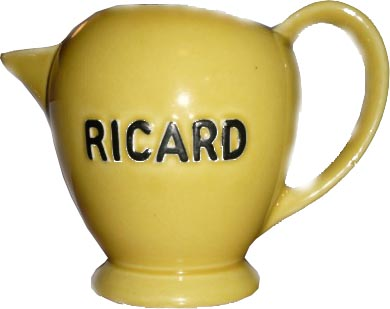

## Valoración
Para el teórico Antonio Martín Martínez, autor del prólogo de la primera edición de El arte de volar, esta obra refleja la madurez de la historieta española, siendo la primera que "se dirige deliberada y definitivamente, de forma exclusiva, a un público maduro mentalmente, a unos lectores que no leen por simple entretenimiento, con una historia que tiene la dimensión y la textura de una novela". A pesar de ello, puede equiparse en cuanto introspección personal con obras de similar temática, tanto nacionales (Un largo silencio de Miguel Gallardo) como extranjeras (Maus de Art Spiegelman, El almanaque de mi padre de Jirō Taniguchi o Jimmy Corrigan, el chico más listo del mundo de Chris Ware), proporcionando, en cualquier caso, "uno de los relatos históricos más lúcidos y enriquecedores que se ha visto en historieta".
De Antonio Altarriba, el guionista, se dice que

hace la crónica de toda una generación a través de los sentimientos de un hombre corriente, su propio padre, que intenta una y otra vez dirigir su vida para acabar siempre arrastrado por las mareas de la Historia, víctima de la mentira y la traición donde naufraga su lucha por la libertad individual hasta acabar perdiendo la integridad.

 Finalmente, Kim se reivindica en esta obra como "mucho más que el dibujante de la serie “Martínez el facha” de El Jueves", demostrando su capacidad para expresar, con su estilo híbrido de realismo y caricatura,

desde los sentimientos trágicos hasta los risibles, desde la muerte hasta el orgasmo. Y, más difícil aún, la grisácea mediocridad de la vida cotidiana en una España que bostezaba mientras los poderosos se repartían sus despojos.

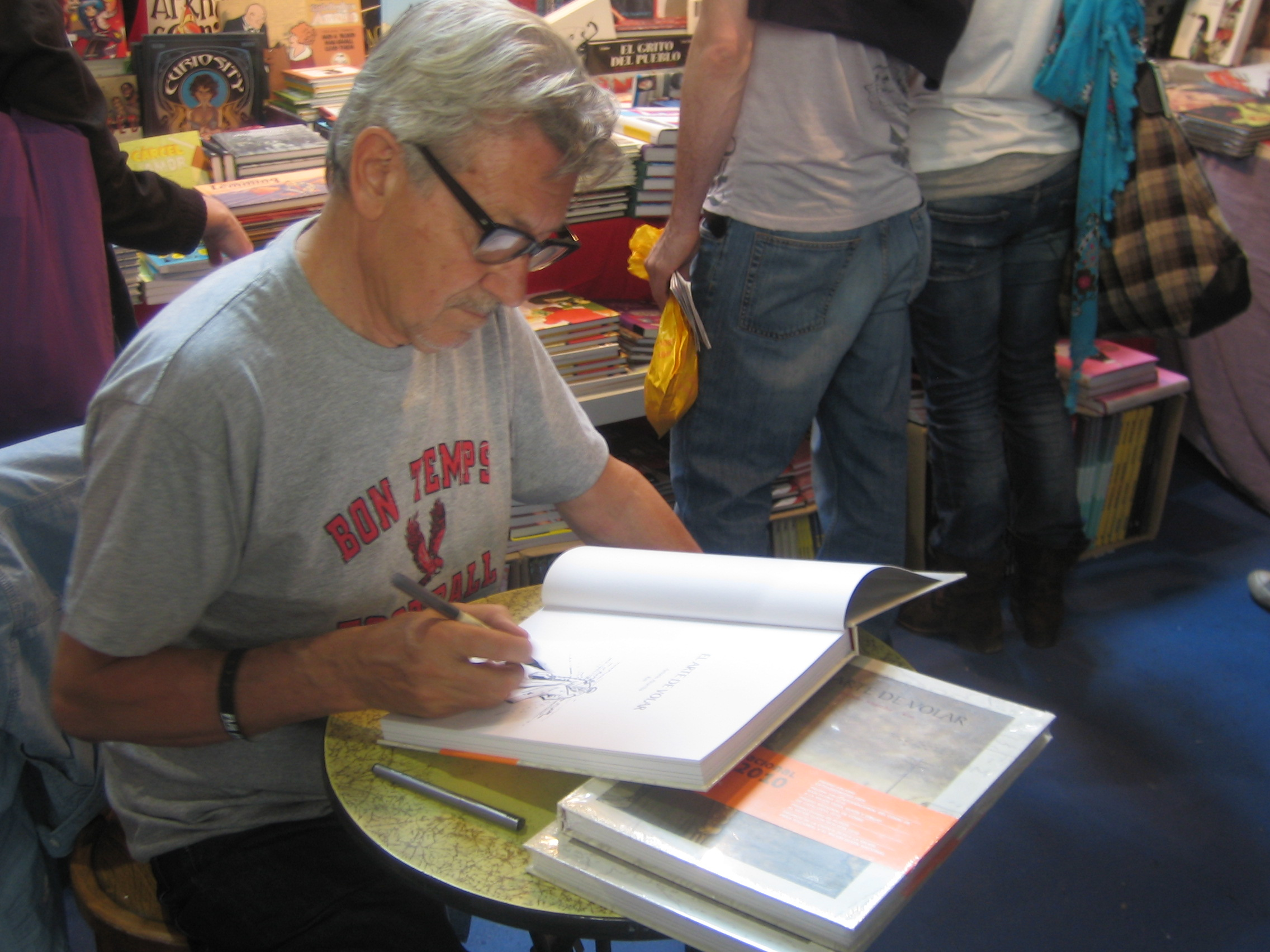
Kim con un ejemplar en la edición del 2011 del Salón Internacional del Cómic de Barcelona.

## Premios
La obra ha recibido los premios más importantes del panorama español:
- Premio Cálamo 2009,[10]
- Premio Nacional de Cataluña en su modalidad de cómic[11]
- Los galardones a la mejor obra, mejor guion y mejor dibujo de autor español en la 28.ª edición del Salón del Cómic de Barcelona.[12]
- Premio al mejor guion de historieta realista en los XXXIII Premios Diario de Avisos (2009).[13]
- Los Premios de la Crítica al mejor guionista nacional y a la mejor obra nacional, dados a conocer en las Jornadas de Avilés.[14]
- Premio Nacional de Cómic 2010.[4]

## Obra relacionada
En el 2016, Altarriba publica la novela gráfica El ala rota, en la que indaga sobre la vida de su madre.